# Municipio 2 Pollocksville
El municipio 2 Pollocksville (en inglés: Township 2, Pollocksville) es un municipio ubicado en el  condado de Jones en el estado estadounidense de Carolina del Norte. En el año 2010 tenía una población de 2.612 habitantes.

## Geografía
El municipio 2 Pollocksville se encuentra ubicado en las coordenadas 35°0′34.83″N 77°12′19.9″O / 35.0096750, -77.205528.